# Eudistoma incubitum
Eudistoma incubitum är en sjöpungsart som beskrevs av Kott 1990. Eudistoma incubitum ingår i släktet Eudistoma och familjen Polycitoridae. Inga underarter finns listade i Catalogue of Life.